# حاتم عزام
م. حاتم عزام كان وكيلا لمؤسسي حزب الحضارة وعضوا بمجلس الشعب 2012 عن ذلك الحزب، وبعد دمج الحزب مع حزب الوسط صار نائبا لرئيس حزب الوسط للشؤون الخارجية.

## تاريخه السياسي
1. عضو مجلس الشعب 2012 عن دائرة حلوان والمعادي وأمين سر لجنة الصناعة والطاقة.
2. عضو الجمعية التأسيسية للدستور 2012.
3. المنسق العام والمتحدث الرسمي لجبهة الضمير.
4. عضو التحالف الوطني لدعم الشرعية.